# モスターダフ
モスターダフ（Mostahdaf、2018年5月4日 - ）は、アイルランド生産・イギリス調教の競走馬。主な勝ち鞍は2023年のプリンスオブウェールズステークス、インターナショナルステークス。
馬名のアラビア語表記は مستهدف（発音記号：مُسْتَهْدَف, mustahdaf, ムスタフダフ(ムスタハダフに近く聞こえることも多い)）で、英字表記Mostahdafはその口語発音 mostahdaf（モスタフダフ(モスタハダフに近く聞こえることも多い)）が由来。語形としては受動分詞で、意味は「ターゲットにされた、標的にされた；ターゲット、標的」。

## 概要

### 3歳（2021年）
3月16日ニューカッスル競馬場の条件戦にロベルト・ハヴリンを背にデビューして初勝利を挙げる。続いて4月5日ケンプトン競馬場の条件戦を勝利して連勝。5月20日のヘロンステークス(L)はジム・クローリーの鞍上を迎えて3連勝とした。
その後は6月15日のセントジェームズパレスステークス(G1)に5番人気で出走するもポエティックフレアの12着と惨敗した。
9月15日のフォーチュンステークス(L)を勝利。10月9日のダーレーステークス(G3)を勝利してグループ競走初制覇を果たした。

### 4歳（2022年）
4月22日のゴードンリチャーズステークス(G3)に出走。わずか3頭立てで行われることになり、勝負所で楽に抜け出すと2着のフォクシーズテイルズに2馬身半差を付けて3連勝とした。
5月26日のブリガディアジェラードステークス(G3)に出走するもベイブリッジに外から交わされ5馬身差の2着に敗れた。その後はロイヤルアスコット開催最終日である6月18日のハードウィックステークス(G2)に出走するが、逃げ切ったブルームに3馬身1/4差を付けられての2着。7月7日のプリンセスオブウェールズステークス(G2)ではユビアーと並んで1番人気タイの支持を受けるも伸びを欠いて最下位に沈んだ。
9月3日のセプテンバーステークス(G3)ではデイン・オニールを背に勝利。クローリー騎手に戻して10月2日の凱旋門賞(G1)に出走するも最下位に敗れた。

### 5歳（2023年）
2月25日のネオムターフカップ(G3)に出走。2番手の追走から最終コーナーで先頭に並ぶと直線で7馬身差を開く圧勝でグループ競走4勝目を挙げた。この走りは3月に発表されたワールド・ベスト・レースホース・ランキングにて121ポンドの評価を得た。
その後はメイダン競馬場は平坦で公平なコースであるとして距離を短縮するよりも伸ばした方が良いとして、3月25日のドバイシーマクラシック(G1)にJRAオッズ5番人気で出走するがイクイノックスの4着に敗れた。
6月21日のプリンスオブウェールズステークス(G1)では5番人気で出走。直線ではルクセンブルクとアダイヤーが一騎打ちとなると思われるも、最後方から一気に強襲して一気に先頭に立つとルクセンブルクらの2着争いを尻目に4馬身差の圧勝。G1では一歩足りない印象であったが、実力馬が揃うこの舞台でG1初制覇を果した。この走りには管理するジョン・ゴスデン調教師さえも驚き、「直線で持ち直して勢いづくだろうとは思っていましたが、ほかの馬がまるで止まっているような走りっぷりを見せるとは想像していませんでした」と語った。7月に発表されたワールド・ベスト・レースホース・ランキングにて128ポンドというイクイノックスの129ポンドに次ぐ世界2位の評価を得た。
4頭立てとなった8月23日のインターナショナルステークス(G1)には、パディントンに次ぐ単勝オッズ4.0倍の2番人気で出走。主戦騎手のクローリー騎手がキングジョージ6世&クイーンエリザベスステークスで騎乗停止処分を科されたため、代打でランフランコ・デットーリが騎乗することとなった。好発馬を決めてハナを主張して逃げ、やや離れた2番手をパディントンが追走する展開。デットーリ騎手はパディントンのスタミナを試すべくまずまずのペースで競馬を進めた。3馬身近い間隔を築いて直線に入り、直線入口と残り2ハロン地点でデットーリ騎手が後方を覗き込むもパディントンはまだ仕掛けてこない。外目に進路を取りながらパディントンが仕掛けに来たが差をなかなか詰められず、十分な余力を残していたモスターダフが遅れて追い出される。残り1ハロン地点で同じ厩舎のナシュワが迫るも、追い抜かせる隙を与えずに最後まで粘り切り優勝。2着のナシュワに1馬身差を付ける鮮やかな逃げ切りで2度目のG1制覇を挙げた。この勝利でデットーリ騎手は6度目のインターナショナルステークス優勝を果たし、レスター・ピゴットの5勝を追い抜いて史上最多となった。デットーリ騎手はフライングディスマウントを観客の前で披露した直後に、パディントンに勝つ方法はパディントンよりも前に立って競馬を進めることだったと明かし、「いい感じで安定したテンポで走ることができ、『来るなら来い』という心持ちでした。重要なのは適切にラップを刻むことです。ありがたいことに36年をかけてその方法を学びましたね」と語った。今年で引退するデットーリ騎手にとって最後のイボア開催であり、「妻のキャサリンも来てくれましたし、このレースで6勝してレスターの記録を破ることができたのは最高ですね。これほど嬉しいことはありません」と喜びを露わにした。ゴスデン師は「フランキーはいつだって最高の戦術家ですね。競馬場においては天才で、世界のどこでも通用するのです」と語り、デットーリ騎手の騎乗ぶりをカメレオンのようにどのようなレーススタイルにも適応できると表現した。モスターダフについてもゴスデン師は立派な馬で好時計で勝ったことを評価し、「アスコットでは後方から追い込んで勝ち、ここでは先頭に立って勝ちました。年を重ねるごとに進化しています」と語った。
その後は10月21日のチャンピオンステークス(G1)に出走する予定であったが、ゴスデン師が馬場を歩いた上で出走取消を選択した。
11月4日のブリーダーズカップ・ターフ(G1)はJRAオッズで2番人気の支持を受けて出走。シャフリヤールと並ぶように追走して、捲り上がるように大外を通って直線を迎えるも失速してオーギュストロダンの8着に敗れた。管理するゴスデン師は「彼は2000メートルの馬ですね。スタミナが切れてしまいました」と敗因は距離であると語った。このレースを最後に現役を引退し、2024年よりイギリスのビーチハウススタッドで種牡馬となる。
11月9日に2023年度カルティエ賞の最優秀古馬に選出された。

## 血統表
| モスターダフの血統      | モスターダフの血統                                                                              | モスターダフの血統                                                                              | （血統表の出典）                                                                                | （血統表の出典） |
| 父系                    | サドラーズウェルズ系                                                                            | サドラーズウェルズ系                                                                            | サドラーズウェルズ系                                                                            | [ § 2 ]          |
| 父 Frankel 鹿毛 2008    | 父の父Galileo 鹿毛 1998                                                                         | Sadler's Wells                                                                                  | Northern Dancer                                                                                 | Northern Dancer  |
| 父 Frankel 鹿毛 2008    | 父の父Galileo 鹿毛 1998                                                                         | Sadler's Wells                                                                                  | Fairy Bridge                                                                                    |                  |
| 父 Frankel 鹿毛 2008    | 父の父Galileo 鹿毛 1998                                                                         | Urban Sea                                                                                       | Miswaki                                                                                         | Miswaki          |
| 父 Frankel 鹿毛 2008    | 父の父Galileo 鹿毛 1998                                                                         | Urban Sea                                                                                       | Allegretta                                                                                      |                  |
| 父 Frankel 鹿毛 2008    | 父の母Kind 鹿毛 2001                                                                            | *デインヒル                                                                                     | Danzig                                                                                          | Danzig           |
| 父 Frankel 鹿毛 2008    | 父の母Kind 鹿毛 2001                                                                            | *デインヒル                                                                                     | Razyana                                                                                         |                  |
| 父 Frankel 鹿毛 2008    | 父の母Kind 鹿毛 2001                                                                            | Rainbow Lake                                                                                    | Rainbow Quest                                                                                   | Rainbow Quest    |
| 父 Frankel 鹿毛 2008    | 父の母Kind 鹿毛 2001                                                                            | Rainbow Lake                                                                                    | Rockfest                                                                                        |                  |
| 母 Handassa 青鹿毛 2008 | 母の父Dubawi 鹿毛 2002                                                                          | Dubai Millennium                                                                                | Seeking The Gold                                                                                | Seeking The Gold |
| 母 Handassa 青鹿毛 2008 | 母の父Dubawi 鹿毛 2002                                                                          | Dubai Millennium                                                                                | Colorado Dancer                                                                                 |                  |
| 母 Handassa 青鹿毛 2008 | 母の父Dubawi 鹿毛 2002                                                                          | Zomaradah                                                                                       | Deploy                                                                                          | Deploy           |
| 母 Handassa 青鹿毛 2008 | 母の父Dubawi 鹿毛 2002                                                                          | Zomaradah                                                                                       | Jawaher                                                                                         |                  |
| 母 Handassa 青鹿毛 2008 | 母の母Starstone 黒鹿毛 2003                                                                     | *ディクタット                                                                                   | *ウォーニング                                                                                   | *ウォーニング    |
| 母 Handassa 青鹿毛 2008 | 母の母Starstone 黒鹿毛 2003                                                                     | *ディクタット                                                                                   | *アルヴォラ                                                                                     |                  |
| 母 Handassa 青鹿毛 2008 | 母の母Starstone 黒鹿毛 2003                                                                     | Star                                                                                            | Most Welcome                                                                                    | Most Welcome     |
| 母 Handassa 青鹿毛 2008 | 母の母Starstone 黒鹿毛 2003                                                                     | Star                                                                                            | Marista                                                                                         |                  |
| 母系(F-No.)             | Honoria(FN:14-f)                                                                                | Honoria(FN:14-f)                                                                                | Honoria(FN:14-f)                                                                                | [ § 3 ]          |
| 5代内の近親交配         | Sadler's Wells：S3×M5, Northern Dancer：S4×S5, Slightly Dangerous：M5×M5, Mr. Prospector：S5×M5 | Sadler's Wells：S3×M5, Northern Dancer：S4×S5, Slightly Dangerous：M5×M5, Mr. Prospector：S5×M5 | Sadler's Wells：S3×M5, Northern Dancer：S4×S5, Slightly Dangerous：M5×M5, Mr. Prospector：S5×M5 | [ § 4 ]          |
| 出典                    | 1. 2. 3. 4.                                                                                     | 1. 2. 3. 4.                                                                                     | 1. 2. 3. 4.                                                                                     | 1. 2. 3. 4.      |